# Li-Fi

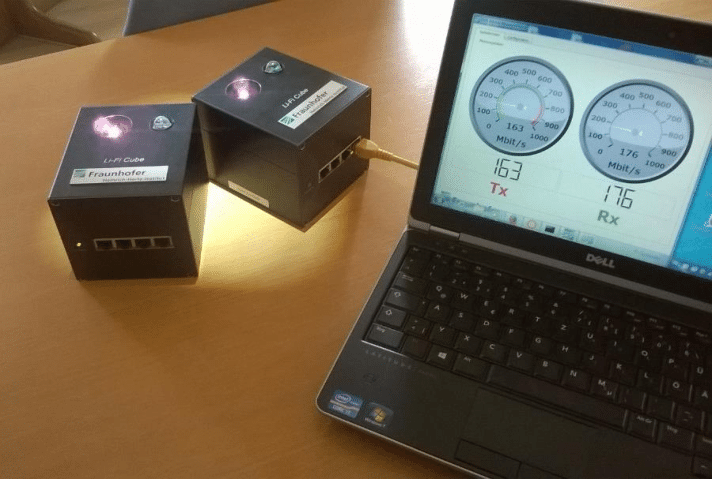
Zwei Li-Fi-Module des Fraunhofer-Instituts für Nachrichtentechnik, Heinrich-Hertz-Institut (2018). Der Laptop zeigt die Up- und Downlink-Datenübertragungsrate an.

Li-Fi (englisch abgeleitet von light fidelity) ist eine optische drahtlose Technologie zur Datenübertragung. Im Gegensatz zu WLAN oder anderen Funktechnologien arbeitet Li-Fi mit dem Spektrum des Lichts – genauer gesagt mit sichtbarem Licht oder Infrarotstrahlung. Li-Fi ist ein Begriff, der sich genau wie Wi-Fi von High-Fidelity (kurz Hi-Fi) ableiten lässt. Geprägt wurde der Begriff 2011 von Harald Haas während einer TED-Konferenz. Als Sender werden bei Li-Fi häufig herkömmliche LEDs, µLEDs oder auch VCSEL verwendet, die je nach Anwendung mit höherwertigen Modulationsformaten Datenraten bis zu mehreren Gigabit pro Sekunde ermöglichen.

## Geschichte und Stand der Forschung
Bereits im Jahr 1979 gab es erste Arbeiten zu drahtlosen Kommunikationssystemen im infraroten Spektrum, bei denen indirekte oder diffuse Übertragung genutzt wurde. Mit Hilfe der diffusen Streuung des Lichts und der Verwendung von Linsen-Arrays konnten mehrere Sichtverbindungen für eine unterbrechungsfreie Kommunikation in Innenräumen realisiert werden. Parallel zu weiteren Arbeiten mit dem Ansatz der ungerichteten optischen Datenübertragung, gab es Forschungsarbeiten zur gerichteten optischen Drahtloskommunikation. Bereits 1992 wurde der erste IrDA Standard zur gerichteten optischen drahtlosen Datenübertragung verabschiedet.
Mit dem Aufkommen von Halbleiter-Bauelementen für die Beleuchtung, den LEDs, wurde die Forschung mit diesen neuen optischen Quellen intensiviert. Unter dem Begriff Visible Light Communication bzw. Li-Fi wurden im September 2009 das erste Mal vom Fraunhofer Heinrich-Hertz-Institut Datenraten von 125 Mbit/s über eine Distanz von 5 m mit einer handelsüblichen weißen LED demonstriert. Im Jahre 2010 konnten die Übertragungsraten mit Hilfe des Modulationsformates DMT bereits auf 513 Mbit/s gesteigert werden.
Im Oktober 2011 verständigten sich vier Gründungsmitglieder, die norwegische IBSENtelecom, die israelisch-amerikanische Supreme Architecture, TriLumina (USA) und das Fraunhofer-Institut für Photonische Mikrosysteme auf die Bildung eines Li-Fi-Konsortiums zur Bewerbung dieses Standards.
2012 wurde zum ersten Mal eine Datenübertragungsrate von mehr als 1 Gbit/s unter Laborbedingungen demonstriert und 2013 sogar bereits 10 GBit/s. Als Empfänger dienten Fotodioden, mit denen die Lichtsignale in elektrische Impulse umgewandelt werden. Mittlerweile wurden unter Laborbedingungen Übertragungsraten von ca. 224 GBit/s erreicht.
Neben den Ergebnissen unter kontrollierten Laborbedingungen haben sich einige Unternehmen und Institutionen, darunter das Fraunhofer Heinrich-Hertz-Institut, Oledcomm, Signify und pureLiFi, mit der Entwicklung echtzeitfähiger Li-Fi Systeme für den Einsatz in realen Bedingungen beschäftigt. 2013 wurden erste Li-Fi Prototypsysteme vorgestellt, die außerhalb des Labors bis zu 500 Mbit/s in Echtzeit erreichen konnten.
Oledcomm führte auf der Consumer Electronics Show 2014 das erste Li-Fi taugliche Mobiltelefon vor.
Harald Haas stellte Ende 2015 eine weitere verbesserte und effizientere Variante von Li-Fi vor, bei der eine Photovoltaikzelle genutzt wird, um die Lichtsignale aufzufangen und weiter zu verarbeiten. Bei dieser Version wird nun auch Energie zurückgewonnen, wodurch neue Anwendungsmöglichkeiten geschaffen werden.
Das Fraunhofer IPMS in Dresden entwickelt seit 2012 Lösungen für die industrielle Datenübertragung, welche die Übertragung in Echtzeit zulassen.
Durch den Einsatz mehrerer optischer Sende- und Empfangsantennen, auch Multiple Input Multiple Output genannt, wurden 2017 Experimente im industriellen Umfeld durchgeführt. Wenn eine Sichtverbindung unterbrochen ist, gibt es weitere, über welche eine unterbrechungsfreie Kommunikation möglich ist. Hierbei wurde ein Fertigungsroboter mit einem Li-Fi System ausgestattet, der die optische Drahtloskommunikation von einem bewegten Roboterarm ausnutzte.
Im Oktober 2019 verkündeten Vodafone Deutschland und Signify eine Partnerschaft, um die Stärken von Li-Fi und 5G zusammenzuführen.
Anfang 2020 wurde ein Klassenraum in den beruflichen Schulen Gelnhausen im Main-Kinzig-Kreis mit Li-Fi ausgestattet. Die Li-Fi Installation erlaubt die mobile Kommunikation mit Licht im gesamten Klassenraum mit Datenraten bis 500 Mbit/s.
Infolge der Eigenschaften des Lichts und der im Vergleich zur Funkübertragung deutlich reduzierten Mehrwegeausbreitung, können Li-Fi Systeme zusätzlich für die hochpräsize Positionierung verwendet werden. In Experimenten konnte eine Genauigkeit von einigen wenigen Zentimetern demonstriert werden.
Seit August und November 2023 ist Li-Fi im IEEE 802.15.13 Standard mit dem Fokus auf industrielle Anwendungen und auch als Erweiterung für WLAN im IEEE 802.11bb Standard für Massenmarkt-Anwendungen verfügbar.

## Vor- und Nachteile
Im Vergleich zur Funkübertragung steht bei der optischen Übertragung eine größere Bandbreite zur Verfügung, was theoretisch auf gleichem Raum eine höhere Anzahl von Datenkanälen erlaubt. Da Licht nicht durch Wände dringt, bietet Li-Fi Vorteile bei der sicheren Übertragung von sensiblen Daten, wie z. B. in Flugzeugen oder Krankenhäusern. Der physikalische Zugriff ist im Vergleich zu herkömmlichen funkbasierten Übertragungssystemen beschränkt, zumal die Signale bereits durch den Einsatz von Papier, Stoff, Holz oder anderen undurchsichtigen Stoffen begrenzt werden können. So kann der ungewollte Zugriff auf Daten erschwert oder sogar verhindert werden.
Li-Fi kann in industriellen Anwendungsbereichen zur Datenübertragung in Echtzeit genutzt werden. Besonders bei Industrierobotern kann so auf störende Kabel verzichtet werden, die Reichweite und Effizienz in der Produktion stören können. Außerdem ist das Übertragungsverfahren auch in Bereichen einsetzbar, wo Funksignale wegen der elektromagnetischen Verträglichkeit problematisch sein können, etwa in Fabriken, in denen elektromagnetische Störungen durch den Betrieb von Robotern oder Maschinen entstehen können.
Im Gegensatz zu Funksystemen ist bei optischer Übertragung im Regelfall nur eine direkte Datenübertragung auf Sicht möglich und eine Datenübertragung etwa durch Hauswände hindurch nicht möglich. Das macht ggf. die Installation von ortsfesten Empfangs- und Sendestationen erforderlich.
Infolge der besonderen Eigenschaften des Lichts lassen sich die optischen Strahlen im Vergleich zu funkbasierten Geräten besonders gut bündeln und somit stark gerichtete Li-Fi Systeme realisieren. So wurden Geräte für den Außenbereich entwickelt, die aufgrund ihres geringen Abstrahlwinkels einen Zugriff auf die Daten erschweren und somit die Sicherheit der Übertragung erhöhen. Diese können zum Beispiel für die Gebäude-zu-Gebäude Kommunikation, die Vernetzung von kleinen Funkzellen oder für die Fahrzeug-zu-Fahrzeug Kommunikation verwendet werden.